# Rive Gauche (Bruxelles)
Pour les articles homonymes, voir Rive Gauche.
Rive Gauche  est un quartier bruxellois sur la rive gauche du Canal à Molenbeek-Saint-Jean, à la hauteur de la Porte de Flandre et dans le prolongement de la rue Antoine Dansaert.
Dans le contexte de la construction du métro souterrain (fin des années 1970) le quartier Rive Gauche fut le seul quartier bruxellois (pour des économies de construction) à être complètement éventré sur un kilomètre entre les stations Comte de Flandre et Étangs Noirs. Les indemnités versées à la commune servirent à urbaniser les nouveaux quartiers du Boulevard Edmond Machtens plutôt qu'à soigner cette cicatrice urbaine.
Il a fallu 30 années et de nouveaux choix politiques du bourgmestre Philippe Moureaux pour reconstruire cette trouée du métro, revitalisée par le montage de plusieurs plans financiers que différents partenaires comme la SDRB et les programmes de revitalisation de la ville puisse en faire un quartier qui commence à se relever de ses cicatrices urbanistiques et de ses fractures sociales. Rive Gauche devient également le nom de l'un des premiers promoteurs immobiliers (PV assurances et Van Roey) tombé en faillite.
Le quartier accueille la prestigieuse Union internationale des transports publics qui a notamment participé à la rénovation de la placette de la rue Sainte-Marie ainsi que la Maison des Cultures et de la Cohésion sociale. 
Le quartier accueille également chaque jeudi un marché haut en couleur. Les prix pratiqués font de ce marché l'un des plus connus des classes les plus touchées par la fracture sociale, tout en se faisant incontournable pour son choix d'épices.

## Galerie d'images

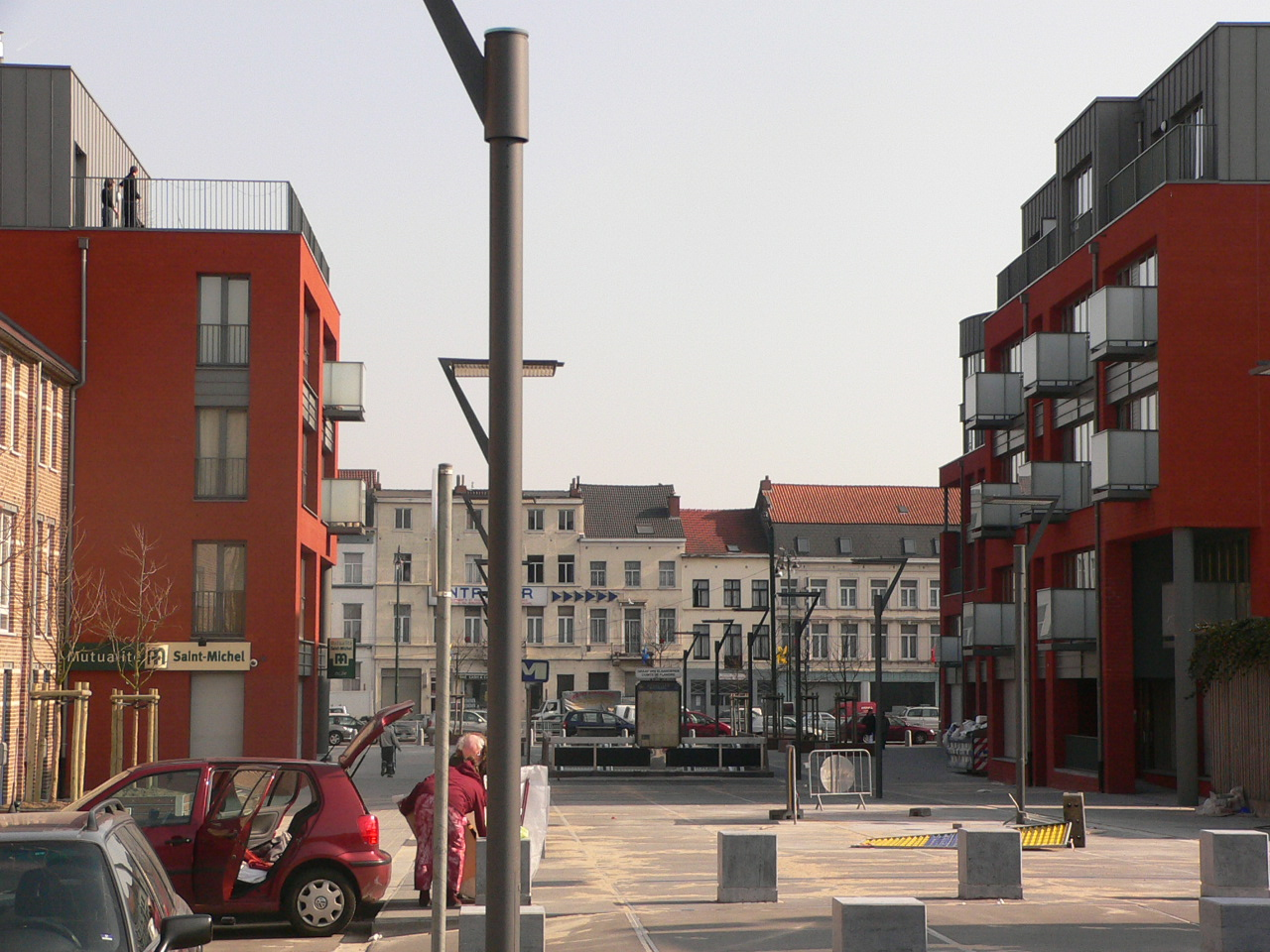
Rive Gauche
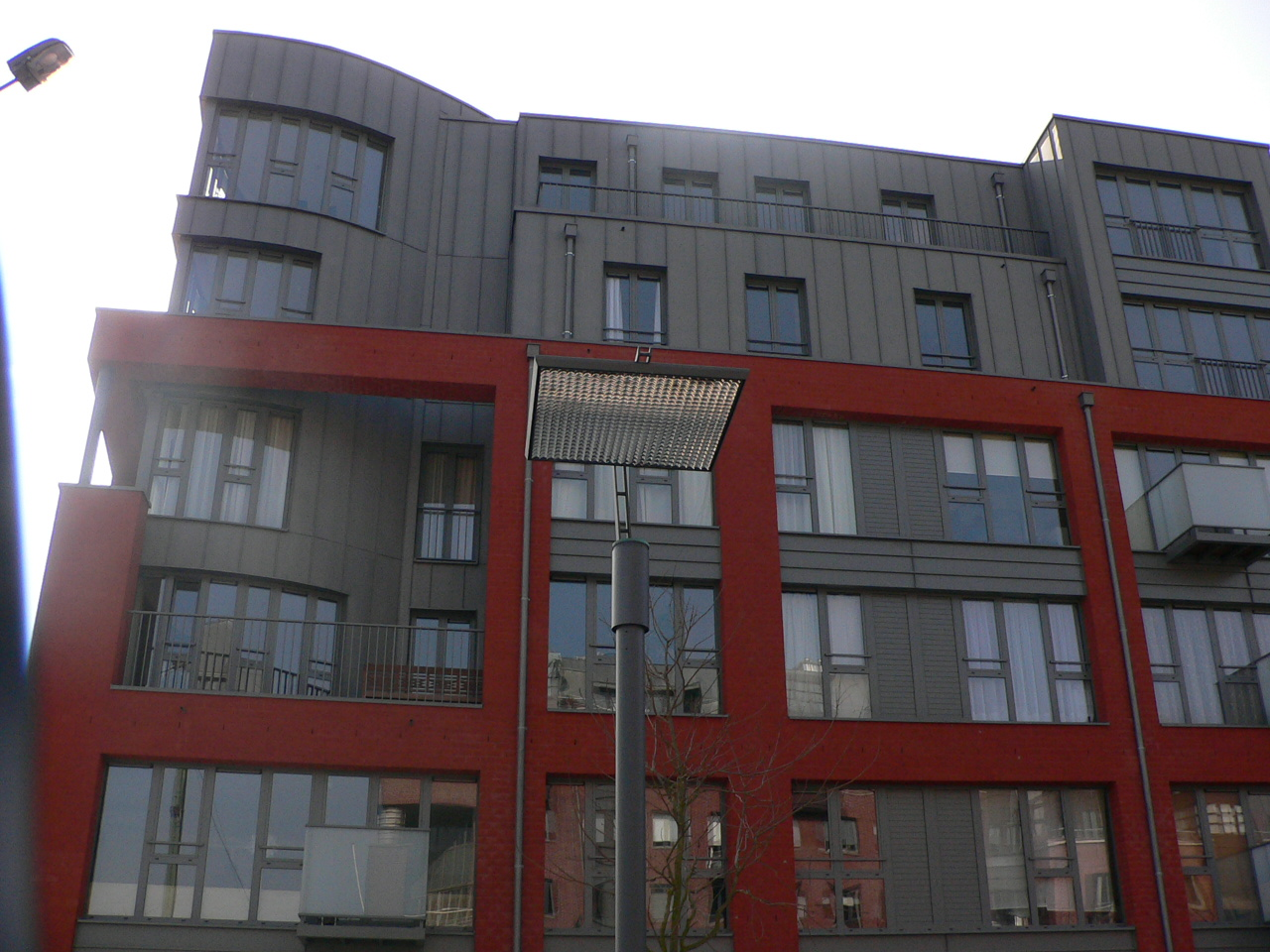
Rive Gauche
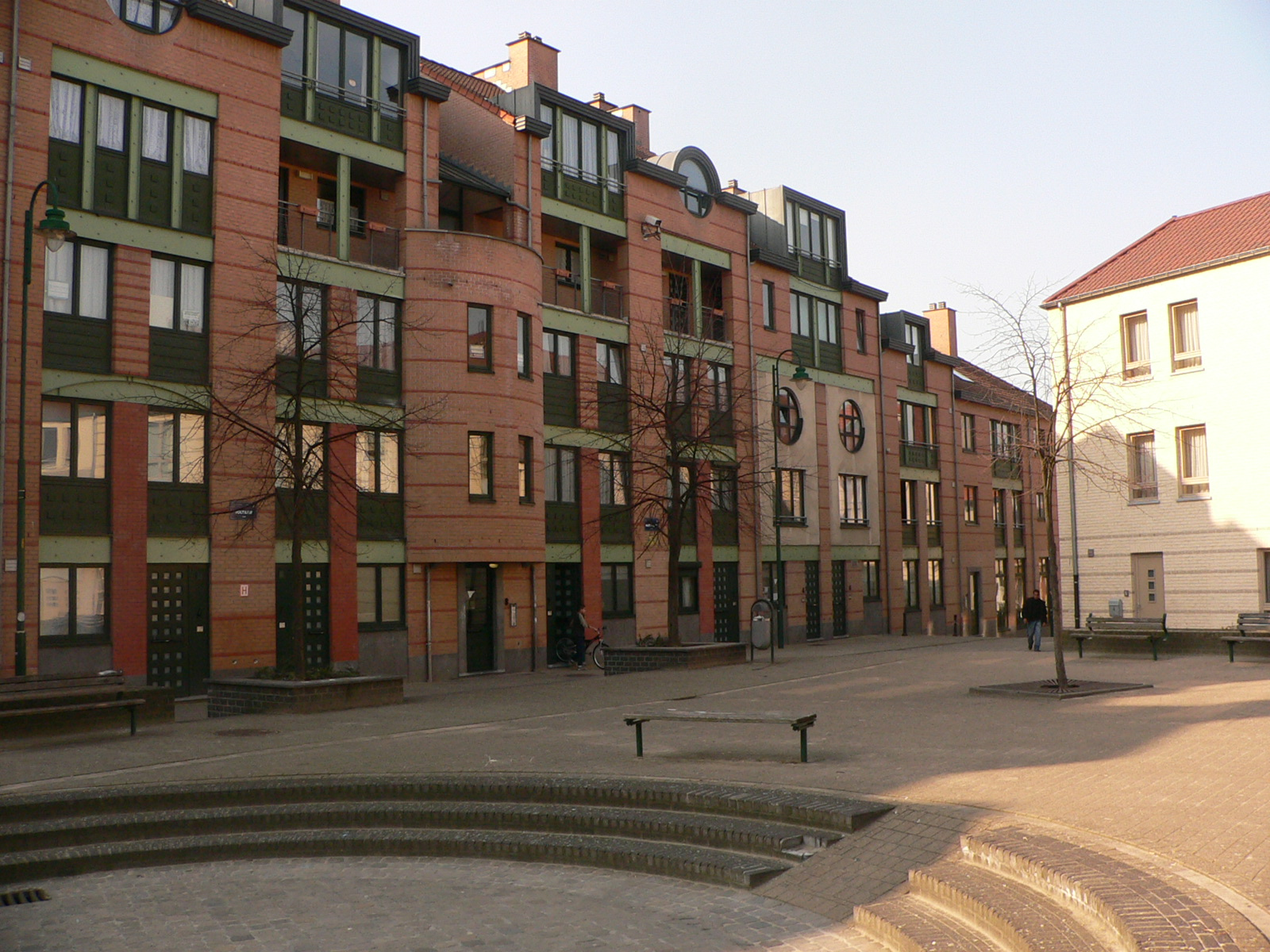
Rive Gauche - Cap Horn
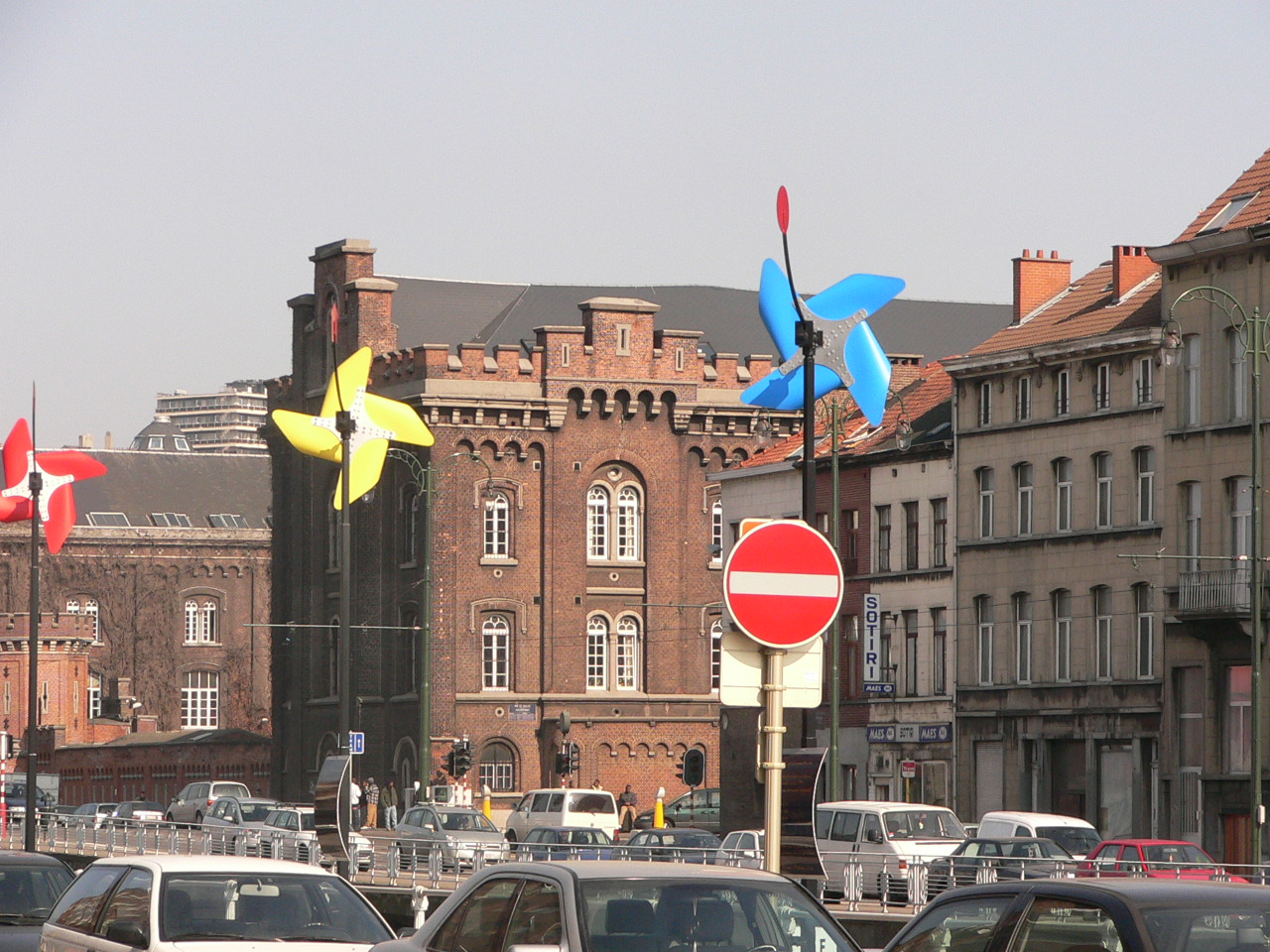
Rive droite vue de la Rive Gauche

## Accès
| ___ | Ce site est desservi par la station de métro : Comte de Flandre. |